# Priorato y Catedral de Santa María
El Priorato y Catedral de Santa María fue una institución religiosa de Coventry (Inglaterra) fundada en el siglo XII por transformación del antiguo monasterio de Santa María, y destruido durante la disolución de los monasterios, a principios del siglo XVI. Estaba situado en un emplazamiento al norte de Holy Trinity y de las antiguas iglesias parroquiales de San Miguel, en el centro de la ciudad, en un lugar que limita con Priory Row al sur, Trinity Street al oeste y el río Sherbourne al norte. Los restos excavados del extremo oeste de la catedral están abiertos al público.

## Orígenes
El primer acontecimiento de la historia de Coventry tuvo lugar en 1016, cuando el rey Canuto y su ejército de daneses asolaban muchas ciudades y pueblos de Warwickshire en un intento de hacerse con el control de Inglaterra, y al llegar al asentamiento de Coventry destruyeron el convento sajón fundado por San Osburgo. Leofric, conde de Mercia, y su esposa Lady Godiva reconstruyeron sobre los restos del convento para fundar un monasterio benedictino en 1043 dedicado a Santa María para un abad y 24 monjes. John de Worcester cuenta que "él y su esposa, la noble condesa Godgifu, adoradora de Dios y devota amante de Santa María siempre virgen, construyeron allí el monasterio desde los cimientos con su propio patrimonio, y lo dotaron adecuadamente de tierras y lo hicieron tan rico en diversos ornamentos que en ningún monasterio de Inglaterra se podía encontrar la abundancia de oro, plata, gemas y piedras preciosas que en aquel momento poseía".
El obispo Robert de Limesey trasladó su sede a Coventry hacia 1095, y en 1102 la autorización papal para este traslado convirtió también el monasterio de Santa María en priorato y catedral. La posterior reconstrucción y ampliación de Santa María se completó unos 125 años después.
Cuando se fundó el monasterio, Leofric cedió la mitad norte de sus propiedades en Coventry a los monjes para que los mantuvieran. Esto se conocía como la "mitad del Prior", y la otra se llamaba la "mitad del Conde", que más tarde pasaría a los Condes de Chester, y explica la temprana división de Coventry en dos partes (hasta que se concedió la "Carta Real de Incorporación" en 1345). En 1250, Roger de Mold (al que se refieren los documentos más antiguos como "Roger de Montalt"), el conde de la época que había obtenido su posición por matrimonio, vendió los derechos y las propiedades de su esposa en la parte sur de Coventry al prior, y durante los siguientes 95 años la ciudad estuvo controlada por un único "señor de las tierras". Sin embargo, surgieron disputas entre los arrendatarios monásticos y los anteriores del conde, y el prior nunca llegó a tener el control total de Coventry.

## Arquitectura

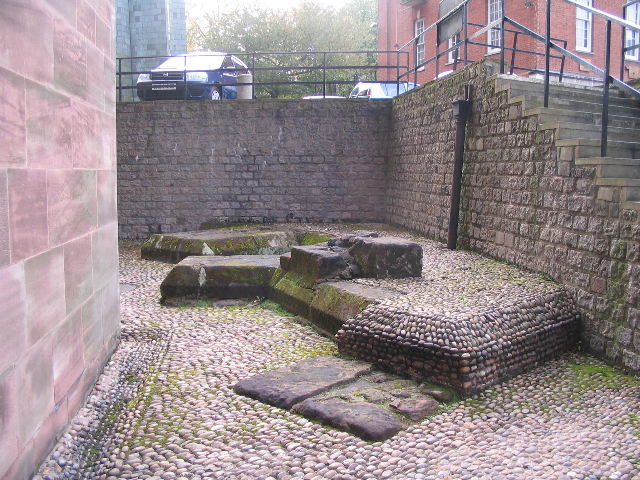
Los restos del extremo oriental de Santa María, junto a la actual catedral.

El edificio principal de la catedral era de forma cruciforme, con una longitud de 130 metros por una anchura de 44 metros en la fachada oeste. Se construyó en dos etapas, hasta 1143 y desde 1150 hasta 1250, aproximadamente. La catedral tenía una torre central y dos torres en el extremo occidental, cuyos restos aún son visibles. Se cree que había tres agujas similares, aunque anteriores, a las de la catedral de Lichfield.

## Historia

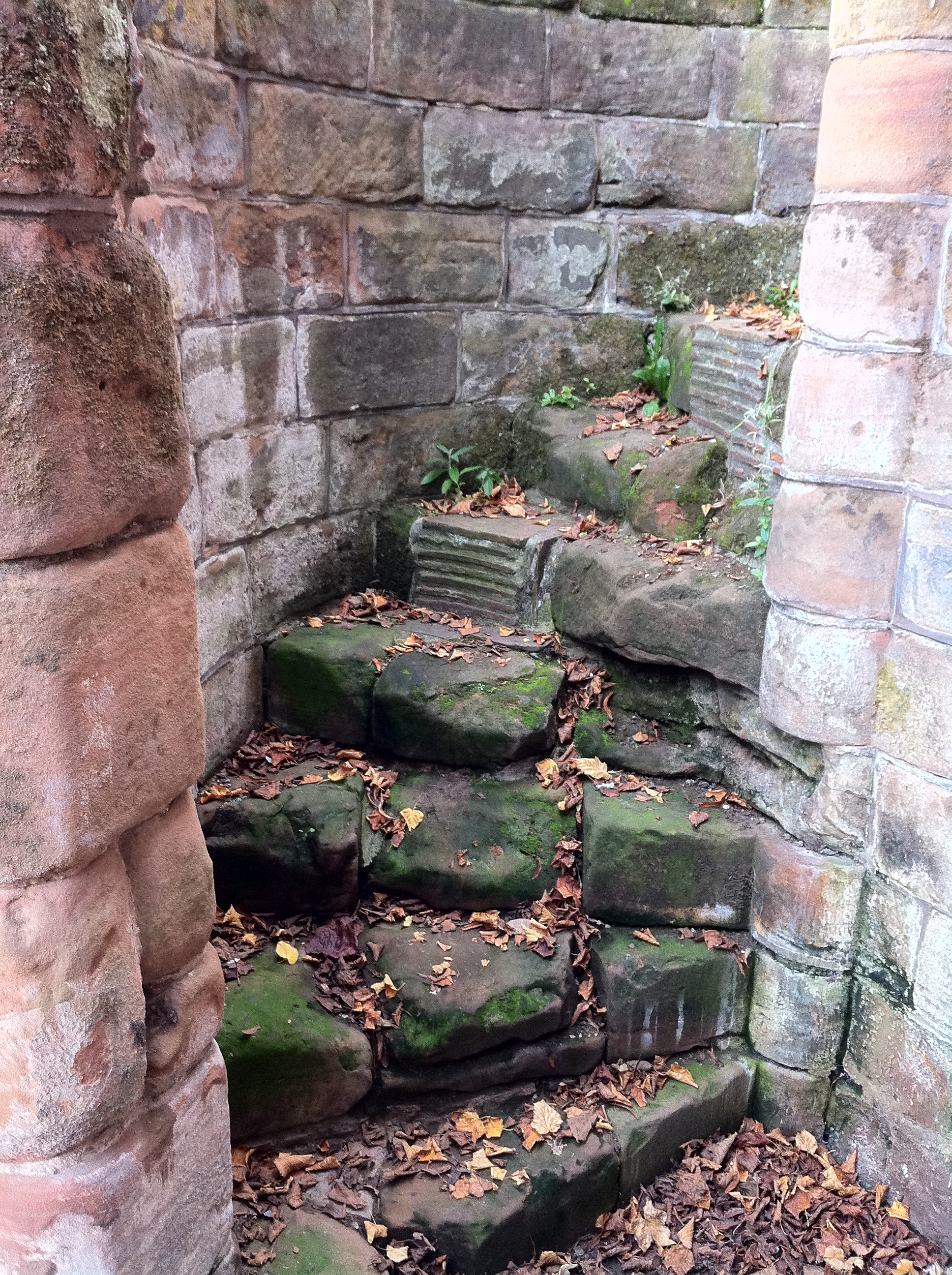
Restos de la escalera helicoidal de la torre suroeste.

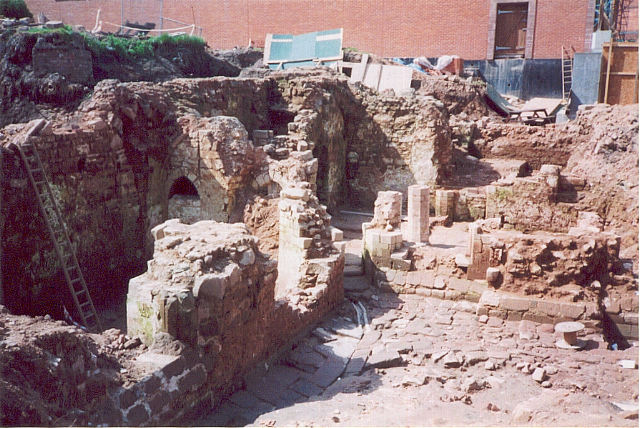
Vista desde la cima de la colina de la excavación del sótano. Parte de la zona ha quedado enterrada.

La iglesia abacial de Santa María fue consagrada en 1043, y el conde Leofric fue enterrado allí en 1057.
En 1143, Robert Marmion fortificó la catedral, parcialmente construida, en un intento de obtener el control del castillo de Coventry. Parte de sus alteraciones incluyen una trinchera alrededor de la iglesia.
En 1459 se celebró el llamado "Parlamento de los Diablos" durante las Guerras de las Rosas en la sala capitular del priorato benedictino.
Durante la disolución de los monasterios por parte de Enrique VIII en el siglo XVI, el rey ofreció los edificios de la catedral al pueblo de Coventry; sin embargo, éste no pudo reunir los fondos suficientes y el rey ordenó la destrucción de los edificios. La mampostería y otros elementos fueron retirados y utilizados para otros fines, dejando en pie sólo partes de la catedral. Fue la única catedral inglesa destruida durante la Reforma. En 1539 la sede de la diócesis se trasladó a la catedral de Lichfield, y pasó a llamarse Diócesis de Lichfield y Coventry.
Coventry permaneció sin catedral hasta 1918, cuando la iglesia parroquial de San Miguel (construida en los siglos XIV y XV, por lo que originalmente se erigía simultáneamente con la de Santa María) fue elevada a esta categoría. San Miguel sufrió graves daños durante el bombardeo de Coventry el 14 de noviembre de 1940 por la Luftwaffe alemana, y fue sustituida después de la guerra por la actual catedral de San Miguel.

## Redescubrimiento y excavaciones
En 1856 se reconstruyó la Blue Coat School en el mismo lugar, y durante la construcción se descubrieron los restos del muro oeste de la catedral, incluidos los pies de la torre suroeste y su escalera de caracol. Una excavación realizada en la década de 1960 descubrió la puerta original de la sala capitular.
A finales de la década de 1990, el Ayuntamiento de Coventry decidió remodelar parte del emplazamiento de la catedral como parque público en el marco de "The Phoenix Initiative", e invitó al programa Time Team del Channel 4 a realizar una excavación arqueológica en el lugar.
La excavación tuvo lugar en abril de 1999 y consistió en cuatro zanjas principales. Una en el emplazamiento de la sala capitular, otra para llegar al suelo original, cuatro metros por debajo del nivel actual del suelo, y dos para identificar las ubicaciones de los dos pilares transversales que habrían soportado el peso de la torre y el tejado.
Los arqueólogos que excavaron en la sala capitular no pudieron localizar la puerta que había sido fotografiada durante las excavaciones de los años sesenta, y no fue hasta el último día de su excavación, que debía durar tres días, cuando decidieron que debía haber sido tomada por el equipo anterior. Este retraso hizo que no se descubriera hasta el último momento una tumba revestida de piedra en el fondo de la zanja. Varios miembros del equipo prolongaron la excavación durante una cuarta jornada para investigar más a fondo este hallazgo.
Los trabajos de ese añadido revelaron restos de un cuerpo en la tumba, justo dentro de la puerta de la sala capitular. El examen forense realizado por el programa sugirió que la persona había muerto a una edad media-alta y que tenía sobrepeso y era diabética. Concluyeron que era probable que el hombre hubiera sido un prior.
El equipo del programa Time Team volvió a visitar el lugar de la excavación para un programa en marzo de 2001 con el fin de explorar algunos de los descubrimientos realizados desde su anterior episodio. Los arqueólogos habían continuado las excavaciones tanto en el priorato como en la catedral. Uno de los hallazgos más destacados fue una capa de arcilla alrededor de la entrada que aún conservaba las marcas de las ruedas de los carros que, según se cree, retiraban la piedra tras la demolición del edificio.
Otro descubrimiento en diciembre de 2000 fue el llamado "Mural del Apocalipsis", datado del siglo XIV. Durante la retirada de los escombros de un sótano, se descubrió una pequeña pieza de mampostería con una corona de oro pintada, y a este descubrimiento le siguió, varios días después, una pieza mayor. Se trata de un trozo de arenisca de 43x50 cm con una zona pintada de 20x30 cm que muestra cuatro cabezas, tres de las cuales llevan corona.
Los restos son visibles desde ambos extremos del edificio de la catedral, lo que revela una longitud de 1,5 metros..
Tras las excavaciones, parte de los restos están abiertos al público como "Jardín del Priorato", que puede recorrerse a pie o por encima en pasarelas de madera. El emplazamiento de los claustros se ha convertido también en un parque con un centro de visitantes que contiene algunos de los objetos excavados.